# Rue de la Huchette-en-la-Cité
La rue de la Huchette-en-la-Cité est une ancienne rue disparue de Paris, située sur l'île de la Cité. Elle est incorporée au milieu du XVIIIe siècle au parvis Notre-Dame. Elle ne doit pas être confondue avec l'actuelle rue de la Huchette.

## Situation
Cette rue reliait la rue Saint-Christophe et la rue Neuve-Notre-Dame.

## Origine du nom
La rue doit son nom à une maison ainsi dénommée,.

## Histoire
En 1292, il est mentionné la « rue aus Oës ». Cette rue longeait à l'origine la cathédrale Saint-Étienne. Après la destruction de cette dernière, un parvis est formé devant la nouvelle cathédrale Notre-Dame. La rue de la Huchette est séparée de ce parvis par une enceinte.
La rue est renommée au début du XVe siècle.
Le chevet de l'église Saint-Christophe donnait sur cette rue.
Dans les années 1745 à 1750, les bâtiments compris dans l'îlot des rues Saint-Christophe, de la Huchette, Neuve Notre-Dame et de Venise sont rasés pour dégager l'hôpital des Enfants-Trouvés et agrandir le parvis. La rue de la Huchette est alors incorporée au parvis.